# Languibonou
 (octobre 2021).
Si vous disposez d'ouvrages ou d'articles de référence ou si vous connaissez des sites web de qualité traitant du thème abordé ici, merci de compléter l'article en donnant les références utiles à sa vérifiabilité et en les liant à la section « Notes et références ».
Languibonou est une ville ivoirienne. Elle est également chef-lieu de sous-préfecture issue de la scission de la sous-préfecture de Diabo, dans le département de Botro. Elle est située sur l'axe bitumé qui relie Bouaké à Béoumi.

## Situation géographique
Cette sous-préfecture regroupe de nombreux villages modernes : Boukébo, Klêmêklo (Konankro et Ouendé-kouassikro), Saoundi, Gbangahoupri, Gbangahoukan, Yrasuénou, Katokossou, Kondéinou, Ahougnanfoutou, Abolikro, Grau, Andôkro-Kouakou, Gbéhéké, Languikro, Golykro, Kouakoublékro, Lossinkro, Assièblénou, Assinzé, Sanglobo (aussi appelé Alloubo), Akplowabo, Sayêbo, Lokanouan, etc.

## Population
Population : 22 867 habitants pour l'ensemble de la sous-préfecture dont 1089 au chef-lieu de sous-préfecture.
Les peuples de cette sous-préfecture sont les Baoulés du groupe Gbloh.
La sous-préfecture de Languibonou est grande productrice d'arachide et igname. On y a récemment introduit la culture de l'anacardier.
À l'image de toutes les contrées de la région centre, la sous-préfecture de Languibonou souffre des effets des feux de brousse qui déciment cette belle flore. Elle souffre également de l'exode de ses fils vers les régions forestières de la Côte d'Ivoire, où près de la moitié est établie.

## Administration et services de l’État

### Représentant de l'état

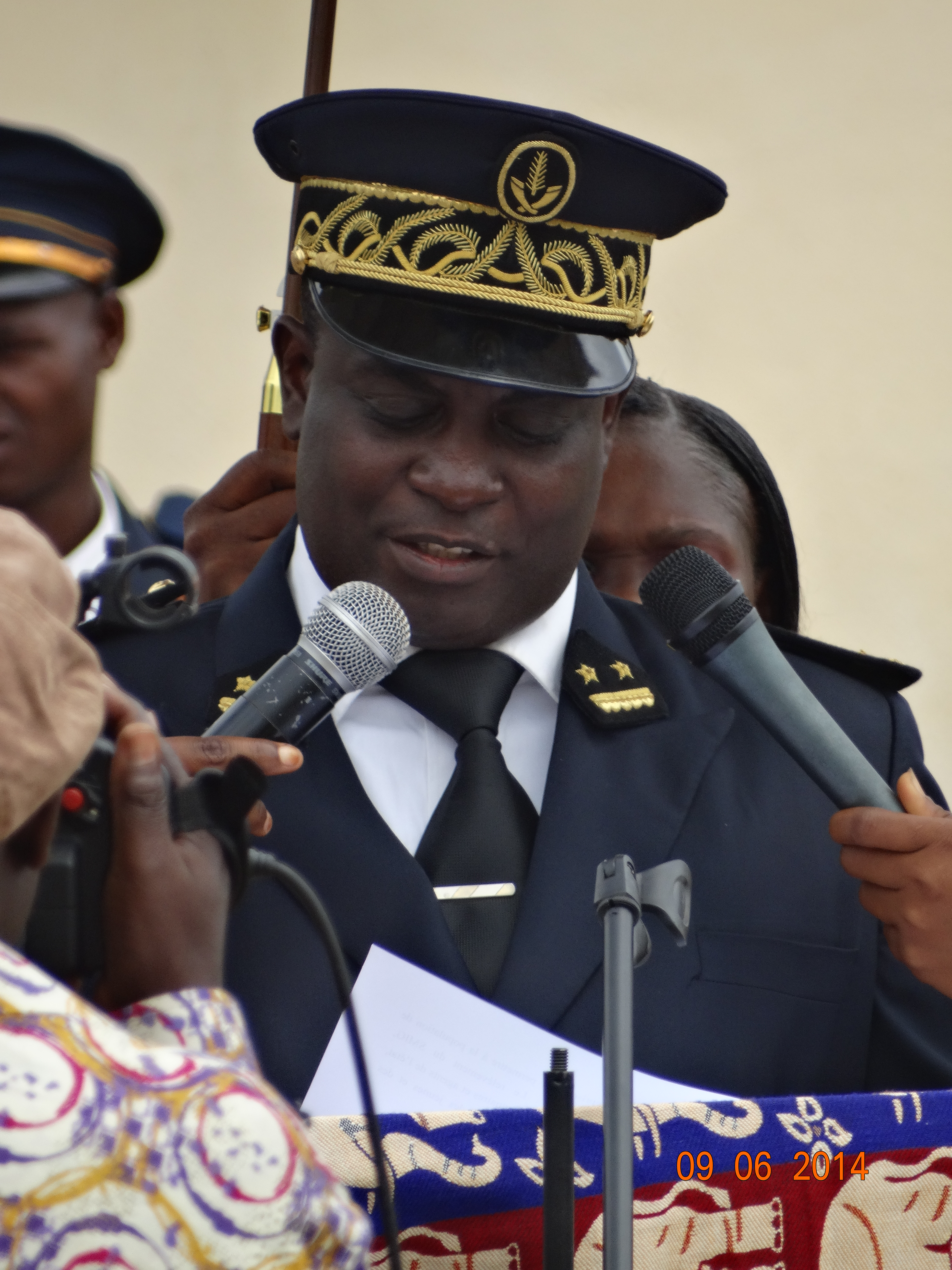
Discours du sous-préfet à l'occasion de la fête nationale.

Abokan Ange Serge, sous-préfet, assure l’administration de la sous-préfecture.

### Chef coutumier
Nanan Ndoumou Loukou Edouard est le chef du village de Languibonou. Avec sa notabilité issue des quartiers :
- Wèdèkro,
- Ahougnannou,
- Broukro,
- Boklou
- Ndoumoukro

Il préside un « tribunal » traditionnel chargé avec la notabilité de régler tous les vendredis les affaires pour lesquels les populations ne veulent pas recourir aux tribunaux civils. Cette instance a plus un rôle de médiation et de pacification des différents conflits entre individus et intracommunautaires.  

## Droit foncier
Dans la région de Languibonou, le mode coutumier domine. Les femmes ne peuvent devenir propriétaires terriennes que par héritage, et si seulement s'il n'existe aucun mâle dans la lignée héritière.  

## Santé
Languibonou dispose d'un centre de santé avec 3 médecins.